# Fritz Gömöri
Fritz Wilhelm Gömöri (* 16. Januar 1894 in Frankfurt am Main; † 20. Mai 1939 ebenda) war ein deutscher Bobsportler und Automobilrennfahrer. 

## Karriere
Fritz Gömöri aus Frankfurt am Main war einer der wenigen Sportler, der es in zwei Sportarten zu Lorbeeren brachte. 
Er gewann 1926 in seinem privaten Steiger die 5-Liter-Tourensportwagen-Klasse des Großen Feldbergrennens. Beim Eifelrennen auf dem Nürburgring des Jahres 1928 wurde er Zweiter in dieser Kategorie. 
Bevor er auf vier Räder umstieg, war Fritz Gömöri auf Kufen unterwegs, auch hier erfolgreich. Mit seinem Partner Wetzel gewann er 1924 die Deutsche Zweierbob-Meisterschaft. Wetzel/Gömöri fuhren den Bob des BC Taunus.

## Erfolge
- 1924 – Deutscher Meister Zweier-Bob